# Buchonia

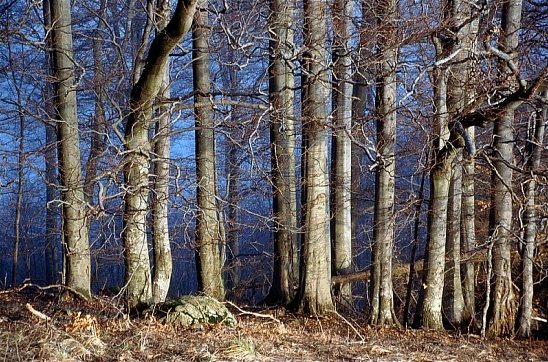
Buchenwald in der Rhön

Buchonia, auch Buchengau genannt, ist das Gebiet der nördlichen Rhön und des Fuldaer Beckens, ungefähr identisch mit dem heutigen Osthessen, zeitweise auch des südlichen Vogelsberges bis zur Wetterau.
Buchonia ist ein ursprünglich keltisch besiedeltes Waldgebiet und später ein fränkischer Gau. In der römischen Geschichtsschreibung ist Buchonia ein Waldgebiet nördlich des Limes, die erste Nennung ist im Jahr 53 v. Chr. belegt. Ab dem 8. Jahrhundert findet der Untergau des fränkischen Grabfeldgaus als politisches Verwaltungsgebiet Erwähnung.
Der Name Buchonia ist bis heute im hessischen, besonders im osthessischen Raum, zur Präzisierung der Herkunft und zur Verdeutlichung der Verbundenheit mit dieser historischen Region gebräuchlich.

## Namensherkunft
Die Namensherkunft ist sprachgeschichtlich noch nicht geklärt. Nach verschiedenen Quellen ist es nicht das Buchenland, sondern aufgrund einer keltischen oder noch älteren Wortbedeutung das Hügelland.

### Hügelland
Erste Siedlungsfunde sind aus der Zeit des Neolithikums (5700–2200 v. Chr.) und der Frühbronzezeit (2200–1500 v. Chr.) belegt. Seit der Hallstattzeit (750–450 v. Chr.) wurde die Region von Kelten, auf der Milseburg (Oppidum Milseburg) und der Steinsburg in der Rhön, sowie am Glauberg in der Wetterau besiedelt. Der Name „Buchonia“ kann sich von deren Bezeichnung für „gebirgiges Waldgebiet“ (Hügelland oder Buckelland) ableiten.
Gemäß diesen Quellen lautete der ursprüngliche Name „silva Bocauna“ oder „Bucauna“, entsprechend den angeblich keltischen „bok (Berg)“, „bohil oder buhil (bühl Hügel)“, „melibokus (großer Berg)“
Dies bezieht sich möglicherweise auf eine Publikation aus dem Jahre 1841 mit damals noch geringen keltischen Kenntnissen. Ein keltisches Wort „bok“ ist nach dem gegenwärtigen Stand der Forschung weder in der altkeltischen (gallisch, keltiberisch, lepontisch) noch in einer mittelalterlichen und modernen Sprache nachgewiesen, könnte sich jedoch im Namensschatz des Fuldaer Landes im Laufe der langen Besiedelungsgeschichte erhalten haben. Konkrete Nachweise sind schwierig, da das Gebiet nicht zum Römischen Reich gehörte und die römischen Schriftsteller nur vage berichteten. Weiterhin sind die Quellen aus der Völkerwanderungszeit zwischen dem Zusammenbruch der Römerherrschaft und der fränkischen Neuorganisation für das Gebiet spärlich.

### Buchenland

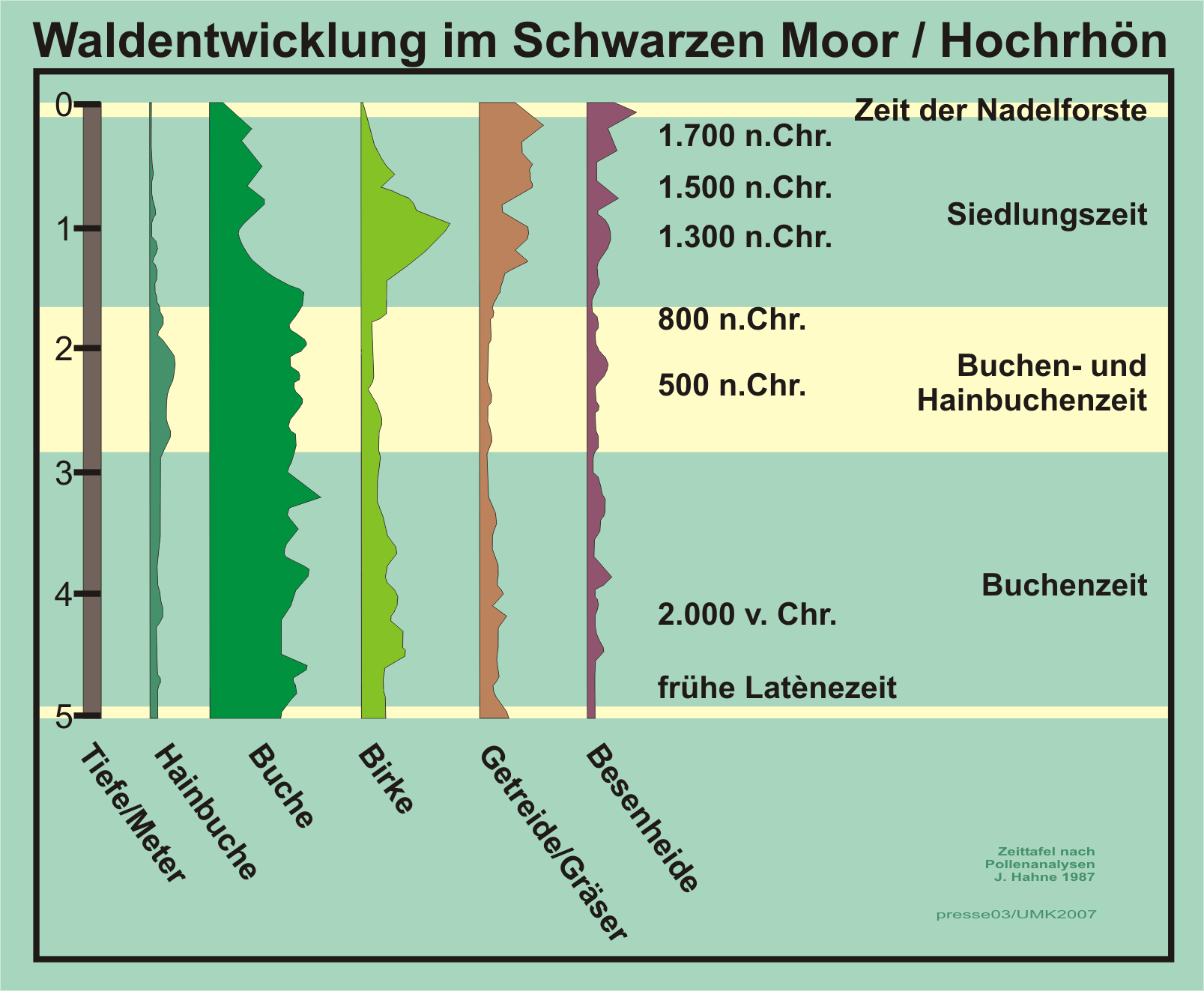
Beispiel der Waldentwicklung aufgrund von Pollenanalysen im Schwarzen Moor in der Rhön.

„Silva bacenis“, der Buchenwald, taucht in der römischen Geschichtsschreibung erstmals im Jahr 53 vor Christus als Gebietsangabe auf.
Buchenland ist ein Wandel der Bedeutung im Verlauf der Geschichte, die ursprüngliche Bedeutung wurde durch den Sinngehalt der mit Buchen bewaldeten Region ersetzt. Spätestens seit dem 8. Jahrhundert wird Buchonia nur noch mit Land der Buchen oder der Buchenwälder übersetzt, was die bestandsbildende Vegetation aufgreift. Dies belegen Untersuchungen zur Waldentwicklung aufgrund von Pollenanalysen im Schwarzen Moor in der Hochrhön. Diese weisen, zumindest für das Gebiet der Hochrhön, seit der frühen La-Tène-Zeit eindeutig die Buche als bestandsbildend aus.

### Eihloha
Der Teilbereich des Fuldaer Beckens trug den Namen Eihloha, der Eichenwald. Diese Bezeichnung ist aus der Gründung des Klosters Fulda im Jahre 744 durch Sturmius überliefert. Das Kloster wurde an der Stelle eines merowingischen Königshofes gegründet (Karlmann-Schenkung). Ab 813 wird für Fulda ebenfalls Buchonia genannt.
Diese Namensänderung ist als Folge einer Bestandsveränderung von Naturwäldern in Mitteleuropa von Forstwissenschaftlern schon früh untersucht worden. Im ersten Jahrhundert wurde die bestandsbildende Eiche, bisher begünstigt durch mildes Klima, durch die Buche, resistent gegen strengere Klimaausschläge und mit geringerem Lichtbedürfnis, verdrängt. Dieser Prozess wurde nur langsam in den Sprachgebrauch übernommen.

### Sonstiges
Die Brüder Grimm verbinden die Namensherkunft aufgrund der Buchen in ihrem Deutschen Wörterbuch auch mit der osteuropäischen Landschaft Bukowina.
Neben Buchonia finden sich allgemein die weiteren Bezeichnungen: Fagonia, Baconia, Boconia, Buconia, Bochonia, Buchovia, Bucha, Bocauna, Bucauna und Bucino.
Diese Begriffe zeigen eine Verbindung der Bezeichnung „Buchonia“ mit den keltischen Ursprüngen der Landschaft – und damit die bedenkliche Herleitung des Namens von „ausgeprägten Buchenwäldern“.

## Geographische Lage und Ausdehnung

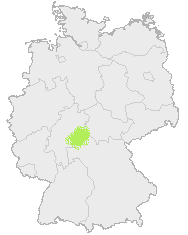
Ungefähre Lage Buchonias

Buchonia umfasste etwa das Gebiet zwischen den Kammlagen der Hochrhön im Süden, Bad Hersfeld im Norden und dem westlichsten Teil des Thüringer Waldes im Osten. Im frühen Mittelalter wird die Werra als östliche Grenze genannt. Als westliche Ausdehnung nennen unterschiedliche Quellen zu unterschiedlichen Zeiten den östlichen Vogelsberg und die Wetterau. Zwei Nennungen lassen eine zeitweilige nördliche Ausdehnung bis in den Kaufunger Wald vermuten.
Das Gebiet wurde durch einzelne Stämme in so genannten Siedlungskammern besiedelt, die Territorien wechselten ihre gesellschaftlichen und politischen Zugehörigkeiten. Grenzen nach heutigen Kriterien gab es nicht. Eine präzise Grenzziehung, die im Laufe der Geschichte ständiger Änderung unterworfen war, ist nicht möglich.

## Nennungen in der römischen Geschichtsschreibung
Im Auftrag Cäsars sollten Ubier die Siedlungsgebiete der Sueben erkunden, die sich in ein umfangreiches Waldgebiet zurückgezogen hatten. Es schützte diese vor den Angriffen der Cherusker. „Silva bacenis“, der Buchenwald, ist im Jahr 53 vor Christus die erste belegte Nennung im Bericht dieser Kundschafter.

### Bucinobanten
Die Bucinobanten waren ein alemannischer Volksstamm, der im Mainmündungsgebiet bis Mainz siedelte. Der hintere Namensteil leitet sich von der germanischen Raumbezeichnung „bant“ (Land, Bereich) ab. Die Grenze seiner zwei Untergaue Wetterau und Grabfeld geht u. a. durch den Bellinger Berg bei Steinau an der Straße.
Das Waldgebiet spielte noch im 4. Jahrhundert, als die Römer sich auf dem rechten Rheinufer, in der Wetterau, festgesetzt hatten, eine besondere Rolle. Ihre Fürsten Makrian und Bukinobaudes herrschten in der Wetterau.

## Entwicklung Buchonias im fränkischen Reich
Die Entwicklung Buchonias als politisch verwaltetes Gebiet beginnt mit der Entstehung des fränkischen Reiches unter den Dynastien der Merowinger und Karolinger ab dem 5. Jahrhundert.
Die ausgedehnte Wildnis wurde in einzelnen Gebieten genauer bestimmt und bezeichnet:
- Bramforst (Brombeerwald), von der Milseburg zur Haune
- Zunderenhart (Zunderwald), zwischen Fulda und Lütter bis zur Fliede
- Fugalesberc (Vogelsberg)
- Salzforst, südlich der Dammersfeldkuppe und dem Himmeldunkberg
- Rohanaha (Rehico, Ron, Rön), das Bergland begrenzt vom Bramforst, Zunderenhart und Salzforst zwischen Wasserkuppe und Ellenbogen.[9]

Im nördlichen Grenzgebiet gelegen war es weltgeschichtlich eher unbedeutend. Erwähnung findet im Jahre 498 die Ermordung des ripuarischen Fürsten Sigibert (der bis Buchonien herrschte), durch dessen Sohn Chloderich bei einer Lustreise durch Buchonien.
Der Sage nach hauste vor vielen Jahrhunderten im Zunderhart, einem großen, tiefen Wald zwischen Rhön und Vogelsberg, das „Wilde Heer“, das sich gegen seinen König erhoben hatte und aus seiner Heimat vertrieben wurde. Insbesondere der Ort Flieden, der am südlichen Rand des Zunderharts lag, wurde immer wieder von den wilden Horden heimgesucht…
Buchonia war kein eigenständiger Gau, sondern ein Untergau des fränkischen Grabfeldgaus. Die Verwaltung erfolgte durch deren Gaugrafen, für die Untergaue sind jedoch keine eigenen Gaugrafen bekannt.
Die Bezeichnung Buchonia taucht in der Fränkischen Grafschaftsverfassung von 741 auf, die Gaue waren dem Grabfeld angegliedert. In späteren Urkunden erscheinen sie immer wieder als so genannte Untergaue (Waldgaue):
- Buchonia / Buchenland
- Gau Tullifeld / Föhrengau
- Baringau / Eibengau
- Aschfeld / Eschengau.

Historische Urkunden enthalten mehrfach Buchonia-Nennungen. Es wird eine fortschreitende Aufteilung dieses Waldes sichtbar, an der der Hessengau, die Wettereiba, das Grabfeld und der angrenzende Saalegau beteiligt waren.
Zeitweise gehörte die Wetterau (Wettereiba) zum Buchoniagau. Gedern gehörte dem Gau Buchonia an und wechselte 797 n. Chr. zum Gau Wettereiba. (Eine Karte aus 1550 nennt ebenfalls Wettereiba als zu Buchonia gehörig.) Die Trennung ist sicher auch auf den steigenden Einfluss der Klöster Fulda (gegründet 744) und Lorsch (gegründet 763) zurückzuführen, es änderten sich die geographischen und geistlichen Mittelpunkte.
Die Karte „Gaue vor 900“ zeigt die Überschneidungen zwischen den einzelnen Gauen, ein Beleg für ständige Veränderungen.

### Urkundenbelege ab 7xx n. Chr.
Die Bezeichnung Buchonia findet sich in Urkunden, die die römische „in pago X - Formel“ (vgl. Pagus) übernommen haben.
In den Urkunden und Traditionsnotizen des 8. bis 12. Jahrhunderts werden in der Regel die angegebenen Orte durch den Zusatz „in pago X“ genauer lokalisiert. Diese Urkundenformel kommt aus dem westfränkischen Bereich und bezog sich dort auf die aus der Spätantike stammenden Einteilung der ehemaligen römischen Provinzen in städtische Zentren (civitates) und zugehörige Landkreise (pagi). Von den Urkunden-Schreibern wurden bei der Übertragung der „in pago X - Formel“ in die östlichen Teile des fränkischen Reiches Landschafts- und Bezirksnamen unterschiedlichster Art eingesetzt, die in der Forschung allgemein als Gaue bezeichnet werden, obwohl nur ca. ein Drittel der überlieferten Raumbezeichnungen mit dem Grundwort -gau gebildet ist. Die dadurch implizierte Gleichsetzung von „pagus“ und Gau ist jedoch vermutlich nicht richtig, da „pagus“ ein politischer, Gau dagegen eher ein geographischer Raumbegriff war. Für die Buchonianennungen bedeutet dies, dass eine politische Verwaltungseinheit zum jeweiligen Zeitpunkt nicht zwangsläufig gegeben ist, außer es gibt in der Urkunde noch weitere Hinweise.
Die frühen Nennungen der Gemeinden Schotten und Gedern im westlichen Vogelsberg belegen die damalige Zugehörigkeit der Wettereiba bis 797 n. Chr. zum Buchoniagau. Veränderungen durch die Christianisierung werden deutlich. Die ersten Schenkungen betreffen die Klöster Honau (bei Straßburg) und das Kloster Lorsch. Ab 781 n. Chr. wird in den Urkunden nur noch Fulda erwähnt.

#### Schotten (778 n. Chr.)
Abt Beatus von Honau schenkte seinem iro-schottischen Kloster Honau bei Straßburg acht Kirchen, darunter eine, die sich bei den schottischen Mönchen befand („ad scotis“).

#### Gedern (780 n. Chr.)
Erste urkundliche Erwähnung Gederns durch Schenkung. Am 24. Mai 780 wurde in Gedern (Geriwada) ein Bifang (gerodetes Grundstück) an das Kloster Lorch geschenkt: „Donatio Rudolfl Gauuirida. Nos in dei nomine Rudolf et Gozbertus et Ildrat donamus ad.s.N. m(at)rem…Heimericus…in pago Buchonia in villa Gauuirada I bifangum, stipulatione subnixa.“ (Eine Schenkung des Rudolf, Gozbertus und des Iltrat, gestützt auf das Handgelöbnis) Actum in monasterio Laurish. die VIIII Kl - Junii. anno XXII Karoli regis. Kar. r. 780 Mai 24. Karl Glöckner: Codex Lauresamensis III. Bd. Nr. 3631 (Wohl ein Datumsfehler nach Kluge S. 22. Karl d. Gr. König 768 mithin + 22 = 790!)

#### Unterhaun / Haunetal (781 n. Chr.)
Karl der Große schenkt im Dezember dem Salvatorkloster in Fulda das „campus, qui dicitur unofeld“. Diese Urkunde und die Bemerkung „mit seinen Wäldern in Buchonia“ ist die erste schriftliche Erwähnung des Haunetals.

#### Poppenhausen (826 n. Chr.)
Im Jahre 826 schenkte Poppo, der Graf des Grabfeldgaus, ein Rodungsgebiet („Bifang“) am Fluss Lütter und einige Güter mit 13 Hörigen (unfreien Bauern) dem Kloster Fulda. In diesem Bifang Poppos entstand dann die Siedlung Poppenhausen.
Die Schenkung wurde am 1. Februar 826 in einer Urkunde bestätigt, deren Wortlaut der Fuldaer Gelehrte Johann Friedrich Schannat veröffentlicht hat. Darin heißt es in Übersetzung: „Ich, Graf Poppo, schenke dem heiligen Bonifatius (dem Kloster Fulda) … zu meinem Seelenheil einen Bifang im Wald Buchonia an einem Fluß gelegen, der Lutraha (Lütter) genannt wird und im Grabfeldgau liegt, voll und ganz, was immer ich im Umfang jenes Bifangs in Besitz habe an Feldern und Wäldern, an Gärten, Gebäuden, Wiesen, Weiden, Gewässern oder Wasserläufen, Vieh und Hörigen.“ Dann werden die Namen dieser Hörigen genannt: Wolfmunt, Zitger, Berolf, Rodmunt, Bernger, Musgo, Sito, Thragabold, Vuottizo, Lantburg, Thiurhilt, Sconea und Waldger. Diese 13 Hörigen wurden „mit all deren Hausrat“ verschenkt. Abschließend heißt es in der Urkunde: „Diese Schenkung wurde vorgenommen im Kloster Fulda im 13. Jahr der Regierung Ludwigs, des Kaisers der Franken, an den Kalenden des Februar“, also am 1. Februar 826.

#### Völkershausen (827 n. Chr.)
Völkershausen wurde 827 n. Chr. erstmals urkundlich erwähnt. Sigiruh (oder Sigilauge) schenkt „7 Hufen Landes“ zu Voulfricheshuson (Wulfrieds Haus) und Roßdorf im Gau Grabfeld mit seinen Leibeigenen dem zu Fulda gehörigem Stift Roßdorf. Diese, bezweifelte, Schenkung wird durch den Fuldaer Geschichtsschreiber Schannat begründet. Für die Gegend des Ortes wird sowohl Buchonia als auch Föhrengau (Gau Tullifeld) genannt.

#### Tauschurkunde von Poppo I. (839 n. Chr.)
Poppo I. ertauscht gegen seine Amtslehen in der Buchonia fuldische Güter u. a. in Ernestesheim und Streu bei Mellrichstadt, um dort seine Besitzungen zu konzentrieren.

#### Widdershausen (845 n. Chr.)
König Ludwig der Deutsche überlässt am 18. Juli 845 dem Kloster Fulda unter Abt Hatto tauschweise seine Besitzungen. Sein Vasall Hartwich hatte diese in der Mark Eiterfeld in der Buchonia zu Lehen. Er tauscht sie gegen alle Klostergüter zu Zutilinga, Willihereshausen und Tunnaha und dass sie nach seinem Tode dem Kloster Fulda zufallen. Diese Urkunde wurde allerdings von dem umstrittenen Fuldaer Mönch Eberhard möglicherweise verunechtet.

#### Hersfeld (8. bis 9. Jahrhundert)
Im Güterverzeichnis Breviarium Sancti Lulli der Abtei Hersfeld erfolgte die Nennung von Buchonien in der Hessen-Mark.

#### Vacha (ab 1300 n. Chr.)
Einige Quellen vermuten, dass der Namensursprung der Stadt Vacha vom lateinischen Wort für Buche, fagus, stammt. So wird der Servitenorden in seinen Annalen als Conventus Vuach Fagi, id est in Fagonia regione. beschrieben. Auch Matthäus Merian schreibt in seiner Topographia Hassiae, dass der Ort vor Zeiten Fagorum Oppidum wegen der Buchen genannt worden sei.

## Fürst von Buchen
Im Dreißigjährigen Krieg übertrug der schwedische König Gustav Adolf das Territorium der Reichsabtei Fulda dem mit ihm verbündeten Landgrafen Wilhelm V. von Hessen-Kassel. Am 2. Juni 1633 erhielt Wilhelm das Gebiet vom schwedischen Kanzler Axel Oxenstierna als schwedisches Reichslehen. Wilhelm übte diese Herrschaft von Herbst 1631 bis September 1634, nach der Schlacht bei Nördlingen am 6. September 1634, als „Fürst von Buchen“ aus. Statthalter dieses kurzlebigen Fürstentums war Urban I. von Boyneburg-Lengsfeld, Kanzler war der Rechtsgelehrte und landgräfliche Geheime Rat Wilhelm Burchard Sixtinus.

## Buchonische Ritter
Die „Buchonischen Ritter“ oder „Buchische Ritterschaft“ (auch „Fuldische Ritter“ genannt), waren Reichsritter, die ihr Lehen vom König oder Kaiser erhalten hatten und nur ihm unterstanden. Dies waren die Adelsfamilien derer von Henneberg, von der Tann, von Thüringen, von Guttenberg und von Haune, sowie die verwandten Rhöner Adelsgeschlechter derer von Schneeberg, von Eberstein und von Ebersberg, die alle die sogenannte „fränkische Lilie“ in ihrem Wappen trugen, das Wappen des Frankenkönigs Chlodwig. Ihre Wurzeln reichen zurück bis in die fränkische Landnahme vor Bonifatius und Kilian und sind verbunden mit den Aufgaben der Verwaltung und der niederen Gerichtsbarkeit, überwiegend in der Rhön. Daneben gab es wahrscheinlich wenige unabhängige freie Adelsgeschlechter (Uradel) wie die Herren von Buchenau und den einheimischen, mehrheitlich aus der Dienstmannschaft (Ministerialität) der Fuldaer Äbte herausgewachsenen Niederadels.

### Buchisches Quartier
Die buchonischen (fuldischen) Ritter erhielten 1631 ihre vorläufige und 1656 die endgültige Reichsfreiheit und schlossen sich als „Buchisches Quartier“ dem fränkischen Ritterkanton Rhön-Werra an. Dieses bestand neben dem buchonischen aus dem
- Hennebergischen Quartier
- Saale Quartier
- Main Quartier

## Buchonia in alten Nachschlagewerken

### Deutsches Wörterbuch
Das Deutsche Wörterbuch von Jacob Grimm und Wilhelm Grimm nennt:
BUCHEN, f. Buchonia, mit buchen bewachsne gegend, dergleichen es vormals eine menge gab, vorzugsweise ein landstrich in der Wetterau, nach Hessen und Thüringen hin. MAALER 82a hat: in der Buchen, vor Menz über bei Gelhausen, Bucinobantes. allerdings deutet sich der name dieses alamannischen volkes aus ahd. puochîn fagineus und panz, bant pagus (gesch. d. d. spr. 594); rings schlossen sich tiefe wälder an, Odenwald und Spessart. in silva Bacenis setzte Caesar das deutsche K, behielt aber das lat. A von fagus, bei Greg. tur. 2, 40 steht Buchonia silva; gleichen sinn hat die sl. Bukovina in Galizien.

### Meyers Konversations-Lexikon
In Meyers Konversations-Lexikon finden sich für Buchona die Lemmata „Rhön“, „Grabfeld“ und „Felda“.

## Buchonia heute
Als Gebietsangabe der Herkunft seiner Bewohner unterstreicht Buchonia seit Jahrhunderten deren Identifikation mit der Region. Bereits der Ritter und Humanist Ulrich von Hutten (1448–1523) gab sich den Namenszusatz „ex Buchonia“. Vereine und andere Gruppierungen übernehmen dies bis heute. Der Begriff wird vermarktet und in Logos und Wappen aufgegriffen.

### Vermarktung
Buchonia soll zur Vermarktung auch anderer hessischer Regionen eine intakte Umwelt und eine Jahrhunderte alte, geschichtliche Tradition suggerieren.

„Buchonia liegt am Edersee“

„Hessen ist Buchonia: Das Reich der Buche“

sind Werbeslogans, bei denen der Begriff Buchonia missbraucht wird, historische Fakten falsch wiedergegeben und geschichtlich belegte Grenzen ignoriert werden. Der Kellerwald ist eindeutig dem Hessengau zuzuordnen, wie die Karte „Gaue vor 900“ belegt.
Im weitesten Sinn kann das Waldgebiet nördlich des Limes aus der ersten römischen Nennung 53 v. Chr. als Grundlage herangezogen werden.

### Logos und Wappen
Logos und Wappen verdeutlichen in besonderer Weise die geografische Herkunft. Sie entsprechen den Anforderungen der Heraldik und visualisieren die Traditionen, die Verbundenheit mit der Region und die historischen Wurzeln.

#### Hofbieber

Wappen der Gemeinde Hofbieber

Die Gemeinde Hofbieber schuf sich 1973 ein eigenes Wappen. Es zeigt eine Buche auf weißem Grund mit 16 Blättern, einem abgebrochenen Ast auf der rechten Seite und rechts neben dem Baum ein schwarzes Kreuz.
Dies bedeutet:
- Die Buche steht nicht nur für den Waldreichtum der Gegend, sondern auch für die Zugehörigkeit zu Buchonia.
- Die 16 kräftigen Blätter stehen symbolisch für jede einzelne Urgemeinde.
- Der abgebrochene Ast versinnbildlicht zum einen, dass durch die deutsche Teilung im Jahre 1949 dem ehemaligen Gemeindegebiet Teile verloren gegangen sind, zum anderen, dass bis 1990 die Welt der Gemeinde am Eisernen Vorhang endete, gleichsam, als ob gar die Welt hier ende.
- Das schwarze Kreuz erinnert als christliches Zeichen die Gemeinde an ihre lange Zugehörigkeit zum Hochstift Fulda und verdeutlicht somit gleichzeitig ihre katholischen Wurzeln.

#### Hochschule Fulda

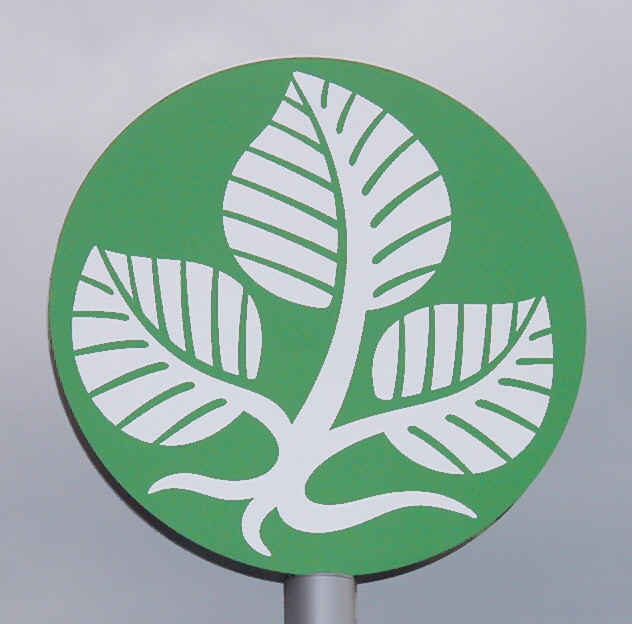
Schild mit dem Logo der Hochschule Fulda

Das Logo der „Hochschule Fulda - University of Applied Sciences“ nimmt eindeutig Bezug auf die heimische Region.
Die „Bildmarke“ ist die dreiblättrige Buche, die sich aus dem 1982 entworfenen Dienstsiegel ableitet und diesem formal weitgehend entspricht. Dieses Motiv erinnert an die jahrhundertelange Geschichte der Kulturlandschaft in Vogelsberg und Rhön, dem „Buchenland – Buchonia“.
Mit dem Logo soll die Spannung des Wechselverhältnisses und der Beziehung von Natur und Ordnung, von Natur und Wissenschaft und zwischen Natur und Forschung umgesetzt werden. Tenor ist dabei der Zyklus der Natur und die Beziehung der Kultur des Menschen, die Beschäftigung des Menschen mit der Natur und seine Suche nach Erkenntnis.
Die Buche ist ein starkes Symbol: Sie verkörpert Kraft und Wachstum, Vernetzung und Verwurzelung, sie ist ein Paradebeispiel für das Funktionieren natürlicher Kreisläufe.

### Sonstige Namensverwendungen
Im osthessischen Raum verwurzelt finden sich vielfältige Namensergänzungen mit „Buchonia“. Beispielsweise:
- Ferdinand Zwenger war 1880 Gründer und Herausgeber der Zeitschrift Buchonia[29]
- Buchonit, ein zuerst bei Poppenhausen gefundenes vulkanisches Gestein, erhielt seinen Namen nach der Bezeichnung Bochonia.[30]
- Die Sportvereine „SV Buchonia Flieden“,[31] „Buchonia Fulda“[32] und SG Buchonia Rudolphshan.
- Die Studenten- und Schülerverbindungen „CVZ-Buchonia“[33] und „Albia-Buchonia“[34]
- Die Pagan-Metal-Band Menhir produzierte die Mini-CD „Buchonia“.